# Adyar
L'Adyar est un petit fleuve côtier de 42 km traversant Chennai dans l’État du Tamil Nadu.